# Европско првенство у атлетици у дворани 1971 — бацање кугле за мушкарце
Такмичење у бацању кугле у мушкој конкуренцији на другом Европском првенству у атлетици у дворани 1971. одржано је у Фестивалској дворани у Софији 13. марта.
Титулу европског првака освојену на Европском првенству у дворани 1970. у Бечу одбранио је Хартмут Бризеник из Источне Немачке.

## Земље учеснице
Учествовало је 15 бацача кугле из 11 земаља.
1. Бугарска (1)
2. Источна Немачка  (2)
3. Чехословачка  (1)
4. Француска  (3)
5. Финска  (1)
6. Пољска (2)
7. Румунија (1)
8. Совјетски Савез (1)
9. Шведска (1)
10. Уједињено Краљевство (1)
11. Западна Немачка (1)

## Рекорди
Извор:
| Рекорди пре почетка Европског првенства у дворани 1971.     | Рекорди пре почетка Европског првенства у дворани 1971. | Рекорди пре почетка Европског првенства у дворани 1971. | Рекорди пре почетка Европског првенства у дворани 1971. | Рекорди пре почетка Европског првенства у дворани 1971. | Рекорди пре почетка Европског првенства у дворани 1971. |                                 |
| ----------------------------------------------------------- | ------------------------------------------------------- | ------------------------------------------------------- | ------------------------------------------------------- | ------------------------------------------------------- | ------------------------------------------------------- | ------------------------------- |
| Светски рекорд                                              | Ренди Матсон                                            | САД                                                     | 21,08                                                   | Форт Ворт, САД                                          | 10. фебруар 1967.                                       |                                 |
| Европски рекорд у дворани                                   | Хартмут Бризеник                                        | Источна Немачка                                         | 20,22                                                   | Беч Аустрија                                            | 15. март 1970.                                          |                                 |
| Рекорди европских првенстава                                | Хартмут Бризеник                                        | Источна Немачка                                         | 20,22                                                   | Беч Аустрија                                            | 15. март 1970.                                          |                                 |
| Најбољи светски резултат сезоне у дворани                   | Ал Фооербах                                             | САД                                                     | 21,00                                                   | Сан Франциско САД                                       | 22. јануар 1971.                                        |                                 |
| Најбољи европски резултат сезоне у дворани                  | До почетка првендства није било                         | До почетка првендства није било                         | До почетка првендства није било                         | До почетка првендства није било                         | До почетка првендства није било                         | До почетка првендства није било |
| Рекорди после завршеног Европског првенства у дворани 1971. |                                                         |                                                         |                                                         |                                                         |                                                         |                                 |
| Најбољи европски резултат сезоне у дворани                  | Хартмут Бризеник                                        | Источна Немачка                                         | 20,19                                                   | Софија Бугарска                                         | 13. март 1971.                                          |                                 |

## Освајачи медаља
|                                  |                                |                   |
| Хартмут Бризеник Источна Немачка | Валериј Војкин Совјетски Савез | Рики Брух Шведска |

## Резултати
Због малог броја учесника није било квалификација и сви су учествовали у финалу.

### Коначан пласман
Извор:
| Место | Атлетичар              | Земља                | #1    | #2    | #3    | #4    | #5    | #6    | Резултат | Белешка |
| ----- | ---------------------- | -------------------- | ----- | ----- | ----- | ----- | ----- | ----- | -------- | ------- |
|       | Хартмут Бризеник       | Источна Немачка      | 19,30 | 19,19 | 19,97 | 20,12 | 20,19 | -     | 20,19    |         |
|       | Валериј Војкин         | Совјетски Савез      | 19,48 | 19,00 | 19,30 | 19,54 | 19,29 | 19,06 | 19,54    |         |
|       | Рики Брух              | Шведска              | 19,50 | -     | 19,12 | -     | -     | -     | 19,50    | ЛРд     |
| 4.    | Владислав Комар        | Пољска               | 19,43 | 18,92 | -     | -     | -     | -     | 19,43    |         |
| 5.    | Хајнц-Јоафин Ротенбург | Источна Немачка      | 18,87 | 16,86 | 19,19 | -     | 19,10 | 19,32 | 19,32    |         |
| 6.    | Ралф Рајхенбах         | Западна Немачка      | 18,65 | 17,96 | -     | 18,17 | 18,48 | -     | 18,65    |         |
| 7.    | Пјер Колнар            | Француска            | 18,57 | 16,80 | -     | -     | -     | -     | 18,57    |         |
| 8.    | Сепо Симола            | Финска               | 17,69 | 17,83 | 18,19 | 18,00 | 17,92 | 17,98 | 18,19    |         |
| 9.    | Тадеуш Садза           | Пољска               | 17,60 | 18,01 | 18,12 |       |       |       | 18,13    | ЛРд     |
| 10.   | Џек Кејпс              | Уједињено Краљевство | 17,58 | -     | 17,84 |       |       |       | 17,84    |         |
| 11.   | Јарослав Брабец        | Чехословачка         | 17,52 | 17,82 |       |       |       |       | 17,82    |         |
| 12.   | Ванчо Стојев           | Бугарска             | 17,80 | 17,73 | -     |       |       |       | 17,80    |         |
| 13.   | Арнжол Бер             | Француска            | 16,60 | 7,00  | 17,24 |       |       |       | 17,24    |         |
| 14.   | Ив Брузе               | Француска            | -     | 17,12 | -     |       |       |       | 17,12    |         |
| 15.   | Адријан Гагеа          | Румунија             | -     | 16,60 | -     |       |       |       | 16,60    |         |

## Укупни биланс медаља у бацању кугле за мушкарце после 2. Европског првенства у дворани 1970—1971.
|    | Земља           |   |   |   |   |
| -- | --------------- | - | - | - | - |
| 1. | Источна Немачка | 2 | 1 | 0 | 3 |
| 2, | Совјетски Савез | 0 | 1 | 0 | 1 |
| 3. | Француска       | 0 | 0 | 1 | 1 |
| 3. | Шведска         | 0 | 0 | 1 | 1 |
|    | Укупно {4}      | 2 | 2 | 2 | 6 |

|    | Атлетичар        | Земља           |   |   |   |   |
| -- | ---------------- | --------------- | - | - | - | - |
| 1. | Хартмут Бризеник | Источна Немачка | 2 | 0 | 0 | 2 |